# Isidoro Benítez Casco
Isidoro Benítez Casco – piłkarz paragwajski, pomocnik.
Wziął udział w turnieju Copa América 1921, gdzie Paragwaj zajął ostatnie, czwarte miejsce. Benítez Casco zagrał we wszystkich trzech meczach - z Urugwajem, Brazylią i Argentyną.
Rok później wziął udział w turnieju Copa América 1922, gdzie Paragwaj został wicemistrzem Ameryki Południowej. Benítez Casco zagrał we wszystkich pięciu meczach - z Brazylią, Chile, Urugwajem, Argentyną i w decydującym o mistrzostwie barażu z Brazylią.
Wziął także udział w turnieju Copa América 1924, gdzie Paragwaj zajął trzecie miejsce. Benítez Casco zagrał we wszystkich trzech meczach - z Argentyną, Urugwajem i Chile.